# Metenco
Metenco är en ort i Mexiko.   Den ligger i kommunen Milpa Alta och delstaten Distrito Federal, i den sydöstra delen av landet, 25 km söder om huvudstaden Mexico City. Metenco ligger 2 643 meter över havet och antalet invånare är 226.
Terrängen runt Metenco är lite bergig, och sluttar norrut. Runt Metenco är det mycket tätbefolkat, med 2 431 invånare per kvadratkilometer. Närmaste större samhälle är Iztapalapa, 17,0 km norr om Metenco. I omgivningarna runt Metenco växer huvudsakligen savannskog.